# Federal Emergency Management Agency

Siegel der FEMA bis 2003

Die Federal Emergency Management Agency (FEMA; deutsch Bundesagentur für Katastrophenschutz) ist die nationale Koordinationsstelle der Vereinigten Staaten für Katastrophenhilfe und ist dem United States Department of Homeland Security unterstellt.
Die FEMA koordiniert die Arbeit bundesstaatlicher, staatlicher und lokaler Behörden bei Überschwemmungen, Hurrikanen, Erdbeben und anderen Naturkatastrophen. Die FEMA bietet auch finanzielle Unterstützung für Einzelpersonen und lokale bzw. staatliche Regierungen beim Wiederaufbau von Häusern, Geschäften und öffentlichen Einrichtungen an. Ebenso wird die Ausbildung von Feuerwehrleuten und Notfallmedizinern unterstützt. Sie finanziert die Katastrophenfall-Planung in den USA und ihren Überseeterritorien.
FEMAs Alert- und Warnsystem IPAWS integriert mehrere Systeme, darunter das Emergency Alert System (EAS), Wireless Emergency Alerts (WEA) und NOAA Weather Radio (NWR) sowie Internet-basierte Systeme.

## Geschichte
Die Behörde wurde am 1. April 1979 von Präsident Jimmy Carter eingerichtet (Executive Order 12127).
Im 19. Jahrhundert setzte der amerikanische Kongress über 100 einzelne Gesetze in Kraft, um lokale Hilfe bei verschiedenen Naturkatastrophen zu gewährleisten. In der ersten Hälfte des 20. Jahrhunderts wurde die Katastrophenhilfe durch verschiedene Bundesämter wie das Bureau of Public Roads und das U.S. Army Corps of Engineers erweitert. Erst während der 1960er und 1970er Jahre wurde gefordert, die Katastrophenhilfe in einer einzelnen Bundesstelle zentral zu koordinieren. Auslöser waren die Hurrikane Carla, Betsy, Camille und Agnes sowie das Karfreitagsbeben und das San-Fernando-Erdbeben von 1971.
2003 wurde die FEMA von George W. Bush in das neu geschaffene Ministerium für Innere Sicherheit eingegliedert. Da die FEMA aber bei Katastrophen im Zentrum der öffentlichen Aufmerksamkeit steht, konnte die Behörde ihr eigenes Logo trotz der Eingliederung behalten. 

### Hurrikan Katrina 2005
Bis zum 12. September 2005 war der Anwalt Michael Brown, der vor seiner Berufung durch George W. Bush beim Pferdezuchtverband International Arabian Horse Association tätig war, der Direktor der FEMA. Brown sowie seine beiden Stellvertreter waren während der Präsidentenwahl von 2000 für Bush als Kampagnenleiter tätig. Laut Washington Post kamen fünf der acht obersten FEMA-Beamten, darunter Browns beide Stellvertreter, zu ihrer Stelle, obwohl sie kaum oder keine Erfahrungen im Katastrophenmanagement mitbrachten. Brown musste zurücktreten, nachdem Hilfsmaßnahmen für Opfer des Hurrikans Katrina verspätet angefordert worden waren, nur zögerlich anliefen und als schlecht koordiniert wahrgenommen wurden. Die FEMA schien unter seiner Führung außer Stande, angemessen auf große terroristische Angriffe oder Naturkatastrophen zu reagieren.

### Integrated Public Alert & Warning System (2006)
Nach dem Hurrikan Katrina wurde innerhalb der Agentur FEMA das Integrated Public Alert & Warning System (IPAWS) geschaffen, welches mehrere Systeme integriert, darunter das Emergency Alert System (EAS), Wireless Emergency Alerts (WEA) und NOAA Weather Radio (NWR) sowie Internet-basierte Systeme. Auf Bundes-, Landes-, Kommunal-, Stammes- und Territorialebene sind mehr als 1.900 Alarmierungsstellen autorisiert, IPAWS zu nutzen, um wichtige öffentliche Warnungen und Warnungen in ihrem Zuständigkeitsbereich herauszugeben.
Die IPAWN Best Practices-Richtlinien unterscheiden „AWN“ nach Alarm („Alert“), Warnung („Warning“) und Benachrichtigung („Notification“) und empfiehlt den Alarmierungsstellen, die Rollen und Verantwortlichkeiten bei der Alarmierung in Standard Operating Procedures (SOPs) oder operativen Handlungsanweisungen (Standard Operating Guidelines, SOGs) festzulegen. Das IPAWS Playbook beschreibt konkrete Abläufe zur Verbreitung von Warnmeldungen und unterstreicht die Bedeutung einer guten Abstimmung zwischen allen Akteuren.

## Verschwörungstheorien
Seit den 1990er Jahren wird die FEMA von verschiedenen Verschwörungstheoretikern beschuldigt, Teil einer Verschwörung zu sein mit dem Ziel, eine totalitäre „Neue Weltordnung“ zu errichten. Insbesondere wird ihr dabei unterstellt, an verschiedenen Orten der USA Konzentrationslager vorzubereiten, in die Patrioten deportiert würden, die sich dem neuen Regime widersetzen und sich etwa weigern würden, ihre privaten Schusswaffen abzugeben. Als nach den Terroranschlägen vom 11. September 2001 die amerikanische Regierung Pläne für ein neues Ministerium für Innere Sicherheit vorstellte, das auch die FEMA umfassen sollte, wurde das als Bestätigung der älteren Befürchtungen gewertet.
Am 23. Oktober 2007 hielt die FEMA eine Pressekonferenz in Washington, D.C. zu den Waldbränden in Kalifornien ab. Wie sich später herausstellte, waren nur FEMA-Mitarbeiter anwesend, die entsprechend harmlose Fragen stellten. Reporter waren erst 15 Minuten vor Beginn informiert worden. Teilweise waren sie über Telefon dazugeschaltet, durften jedoch keine Fragen stellen. Der Deputy Administrator Harvey Johnson räumte später in der Washington Post ein: „Unser Ziel war es, die Information so schnell wie möglich zu verbreiten, dabei haben wir einen Fehler gemacht.“ Das amerikanische Ministerium für Innere Sicherheit, dem die Behörde unterstellt ist, äußerte sich kritisch: „Das ist unentschuldbar, solche Aktionen werden nicht toleriert und dürfen sich nicht wiederholen.“
Im April 2023 wird die FEMA wegen fehlender erneuerbarer Energien beim Wiederaufbau des Stromnetzes von Puerto Rico verklagt.

## Regionen
Organisiert ist die FEMA in zehn Regional- und zwei Bereichsbüros. Jedes Büro ist für mehrere Staaten oder abhängige Gebiete zuständig. Die regionalen Angestellten arbeiten direkt mit den offiziellen Einrichtungen der Staaten zusammen, um Pläne für Katastrophen und deren Vorbeugung zu erarbeiten. Im Falle von schon eingetretenen Katastrophen arbeitet die FEMA vor Ort mit den entsprechenden Notfallorganisationen des jeweiligen Staates zusammen.

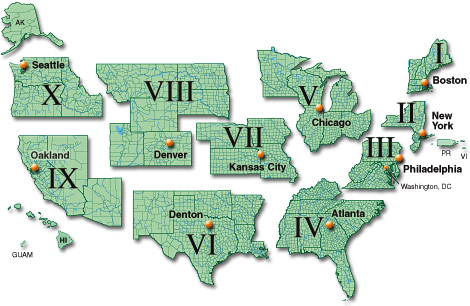
FEMA-Zuständigkeitsbereiche mit Sitz des jeweiligen Regional- bzw. Bereichsbüros

- Region 1: Connecticut, Maine, Massachusetts, New Hampshire, Rhode Island, Vermont
- Region 2: New Jersey, New York, Puerto Rico, Amerikanische Jungferninseln
- Region 3: Delaware, District of Columbia, Maryland, Pennsylvania, Virginia, West Virginia
- Region 4: Alabama, Florida, Georgia, Kentucky, Mississippi, North Carolina, South Carolina, Tennessee
- Region 5: Illinois, Indiana, Michigan, Minnesota, Ohio, Wisconsin
- Region 6: Arkansas, Louisiana, New Mexico, Oklahoma, Texas
- Region 7: Iowa, Kansas, Missouri, Nebraska
- Region 8: Colorado, Montana, North Dakota, South Dakota, Utah, Wyoming
- Region 9: Amerikanisch-Samoa, Arizona, Kalifornien, Guam, Hawaii, Nevada, Nördliche Marianen, Marshallinseln, Mikronesien
- Region 10: Alaska, Idaho, Oregon, Washington

## Größere Inanspruchnahmen in der Geschichte der FEMA
- Terroranschläge am 11. September 2001, hauptsächlich in New York City
- Hurrikan Katrina 2005, Florida, Louisiana, Mississippi, Alabama und Georgia
- Waldbrände in Südkalifornien 2007
- Corona-Pandemie